# Lovelhe
Lovelhe ist ein Ort und eine ehemalige Gemeinde (Freguesia) im Norden Portugals.

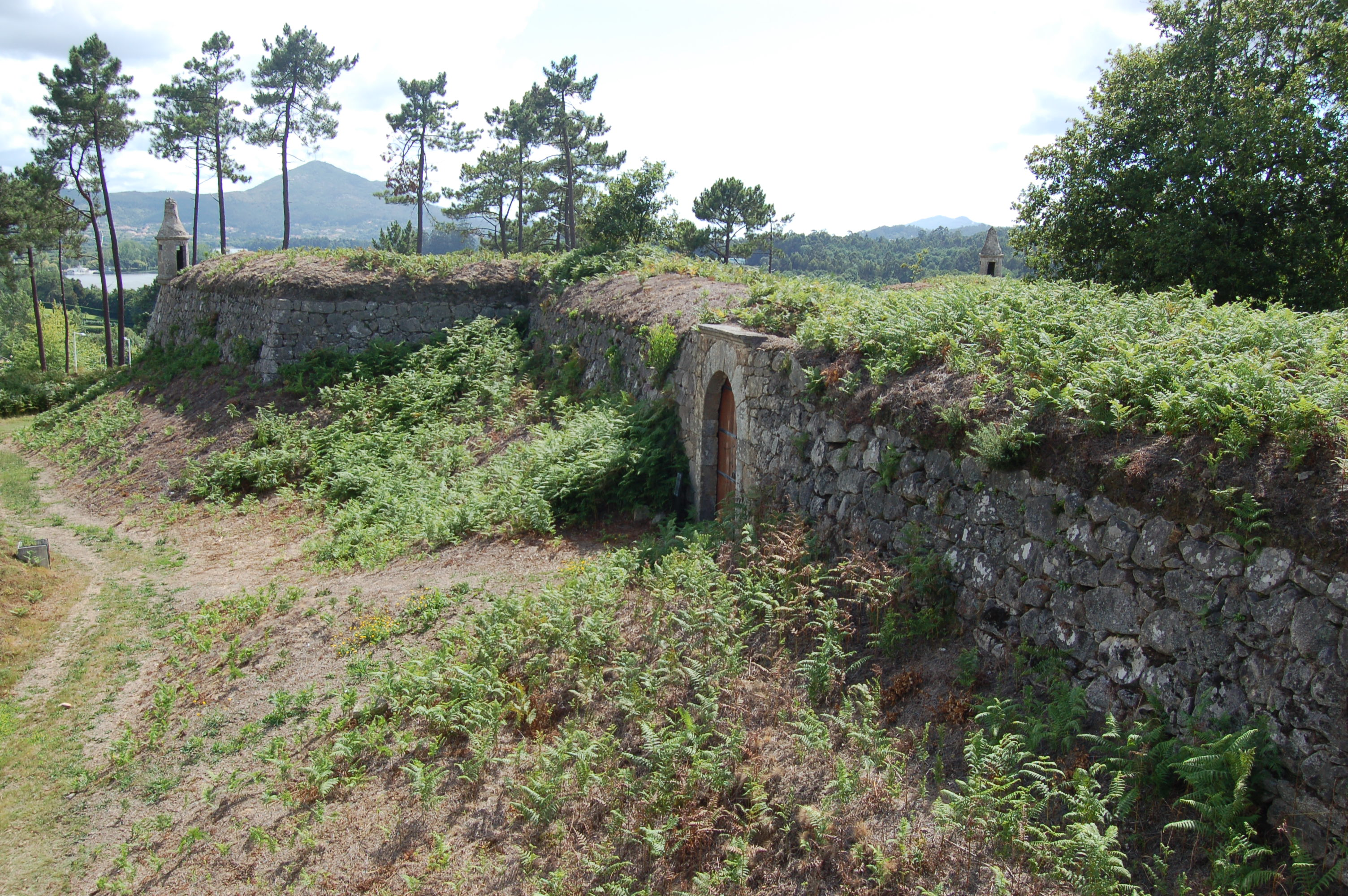
Fort São Francisco von Lovelhe

Lovelhe gehört zum Kreis Vila Nova de Cerveira im Distrikt Viana do Castelo. Die Gemeinde hatte eine Fläche von 3,4 km² und hat 443 Einwohner (Stand 30. Juni 2011).
Am 29. September 2013 wurden die Gemeinden Lovelhe und Vila Nova de Cerveira zur neuen Gemeinde União das Freguesias de Vila Nova de Cerveira e Lovelhe zusammengeschlossen.

## Bauwerke
- Atalaia de Lovelhe
- Forte de São Francisco de Lovelhe